# Liste du patrimoine immobilier classé de La Roche-en-Ardenne
Cette page regroupe l'ensemble du patrimoine immobilier classé de la ville belge de La Roche-en-Ardenne.
| Objet | Année de construction / Architecte | Adresse               | Section communale | Coordonnées                      | Numéro d’inventaire | Illustration                                                                                                 |
| --- | ---------------------------------- | --------------------- | ----------------- | -------------------------------- | ------------------- | --- |
| Chapelle Sainte-Marguerite |                                    | Rue Sainte-Marguerite |                   | 50° 11′ 01″ nord, 5° 34′ 48″ est | 83031-CLT-0001-01   | Image manquanteTéléverser                                                                                    |
| Vieux château de La Roche-en-Ardenne |                                    | Rue du Vieux Château  |                   | 50° 10′ 56″ nord, 5° 34′ 36″ est | 83031-CLT-0003-01   | Château de La-Roche-en-Ardenne                                                                               |
| Terrains renfermant l'affleurement rocheux dit les Cailloux de Mousny |                                    |                       |                   | 50° 06′ 18″ nord, 5° 35′ 53″ est | 83031-CLT-0004-01   | Image manquanteTéléverser                                                                                    |
| Fange aux Mochettes |                                    |                       |                   | 50° 13′ 12″ nord, 5° 39′ 53″ est | 83031-CLT-0005-01   | Image manquanteTéléverser                                                                                    |
| Immeuble, sis Hameau de Cielle, centre du village, à Marcourt (actuellement ferme, y compris les dépendances, n°45) |                                    | Cielle                |                   | 50° 11′ 41″ nord, 5° 33′ 38″ est | 83031-CLT-0006-01   | Image manquanteTéléverser                                                                                    |
| Site du Hérou (méandres de l'Ourthe) (+ Houffalize/Nadrin) |                                    |                       |                   | 50° 08′ 57″ nord, 5° 38′ 54″ est | 83031-CLT-0007-01   | Site du Hérou (méandres de l'Ourthe) (+ Houffalize/Nadrin)                                                   |
| Ensemble formé par le site du Cheslé et le val de l'Ourthe entre Maboge et Nisramont (S) et la fortification du Cheslé de Bérisménil et des anciens chemins ainsi que l'ensemble du méandre de l'Ourthe jusqu'à la rivière, y compris le bief d'irrigation du pré Baltazar (XVIIIe siècle) prenant naissance à la pointe sud et longeant la berge ainsi que le lit de la rivière à la hauteur du gué de Hache (SA). De plus, établissement de deux zones de protection (zone de Basse-Noupré et zone de Sasseux et Les Houba) (ZP) (+ Houffalize/Nadrin) |                                    |                       |                   | 50° 10′ 12″ nord, 5° 38′ 43″ est | 83031-CLT-0008-01   | Cheslé, val de l’Ourthe et environs plus deux zones de protection                                            |
| La fange aux Mochettes |                                    |                       |                   | 50° 13′ 12″ nord, 5° 39′ 53″ est | 83031-PEX-0001-04   | Image manquanteTéléverser                                                                                    |
| L'ensemble formé par le site du Cheslé et le val de l'Ourthe entre Maboge et Nisramont (+ Houffalize/Nadrin) |                                    |                       |                   | 50° 10′ 12″ nord, 5° 38′ 43″ est | 83031-PEX-0002-04   | L'ensemble formé par le site du Cheslé et le val de l'Ourthe entre Maboge et Nisramont (+ Houffalize/Nadrin) |
| Le site du Hérou (méandres de l'Ourthe) (+ Houffalize/Nadrin) |                                    |                       |                   | 50° 08′ 57″ nord, 5° 38′ 54″ est | 83031-PEX-0003-04   | Le site du Hérou (méandres de l'Ourthe) (+ Houffalize/Nadrin)                                                |